# Смирнов, Владимир Фёдорович
Владимир Смирнов (серб. Владимир Смирнов / Vladimir Smirnov; при рождении Влади́мир Фёдорович Смирно́в; 3 июля [21] октября 1899, Ташкент, Российская империя — 6 декабря 1985, Белград) — югославский военачальник, участник Народно-освободительной войны Югославии. Во время Гражданской войны покинул Россию и обосновался в Королевстве сербов, хорватов и словенцев. Вступил в Народно-освободительную армию Югославии в 1941 году, в которой возглавил Технический отдел Верховного штаба НОАЮ. На военной службе дослужился до звания генерал-подполковника, ушёл в отставку в 1960 году.

## Биография
Родился 21 января 1899 года в городе Ташкент, Российская империя в семье военного инженера. В Ташкенте учился в школе и закончил реальную гимназию. Позже учился в Санкт-Петербурге, а во время Гражданской войны через Одессу покинул Россию и с 1921 года обосновался в Королевстве сербов, хорватов и словенцев. Окончил технический факультет Белградского университета. До 1927 года работал на государственной службе, после чего до начала Второй мировой войны был техническим специалистом в различных югославских частных строительных компаниях.
С началом Второй мировой войны вступил в Народно-освободительную армию Югославии в 1941 году, а в следующем году стал членом Коммунистической партии Югославии. В марте 1942 года вошёл в состав Верховного штаба НОАЮ, в котором возглавлял Технический отдел, в задачу которого входило уничтожение коммуникаций немецких оккупационных войск и их союзников, также проведение инженерно-строительных работ. В апреле 1942 года, с целью замедлить продвижение итальянских военных соединений на правом берегу реки Дрина, военнослужащими минёрного взвода Верховного штаба под руководством Смирнова было уничтожено три моста в Горажде и один в районе села Устипрача (Босния). За эти успешные операции партизаны дали ему прозвище «Рус-Мостоубийца». Весной 1943 года инженерная рота Верховного штаба НОАЮ под его командованием уничтожила мосты на реках Неретва и Рама. После этого в связи с возникшей необходимостью партизанам выйти из окружения в ущелье реки Неретва, он в сжатые сроки организовал переправу через реку и тем самым спас четыре тысячи раненых бойцов. Впоследствии этот эпизод был положен в основу одного из самых амбициозных фильмов югославского кинематографа — «Битва на Неретве», созданного в 1969 году. Роль Владо (Смирнова) исполнил американский актёр русского происхождения Юл Бриннер. За время войны руководил операциями по разрушению и работами по созданию мостов на реках Уна (Босния), Дрина (Сербия, Босния, Черногория), Неретва (Босния), в районе Мратине, где сливаются реки Пива и Тара (Черногория).
После окончания войны продолжил свою профессиональную карьеру в Югославской народной армии, в которой занимал следующие руководящие должности: командующий инженерными войсками; начальник управления строительства; главный инженер департамента военного строительства; заместитель начальника строительного управления. С военной службы ушёл в отставку в январе 1960 года.
Награждён многими наградами Югославии: орденом Партизанской звезды 2-й степени, орденом «За заслуги перед народом» с золотой звездой, орденом Братства и единства с золотым венком, орденом Югославской Народной Армии 2-й степени, орденом Военных заслуг 1-й степени и орденом «За храбрость», а также советским орденом Красного Знамени.
В 1960-х годах становится ведущим югославским переводчиком военной литературы с русского на сербский язык. Так, ему принадлежат переводы мемуаров Маршала Советского Союза Семёна Будённого, ряда работ Михаила Фрунзе, он также принимал участие в подготовке издания сочинений Владимира Ленина. Самой значительной его работой в книгоиздательском деле признаётся «Русско-сербохорватский военный словарь» созданный им в соавторстве, а также мемуары, впервые изданные в 1972 году. Умер 6 декабря 1985 года в Белграде и был похоронен на Аллее заслуженных граждан на Новом кладбище.